# Eublemma candidana
Eublemma candidana is een vlinder van de familie van de spinneruilen (Erebidae). De wetenschappelijke naam van deze soort is voor het eerst voorgesteld als Pyralis candidana door Johan Christian Fabricius in een publicatie uit 1794.
De soort komt voor in Portugal, Spanje (vasteland, de Balearen en de Canarische Eilanden), Andorra, Frankrijk, Italië (vasteland, Sardinië en Sicilië), Griekenland (vasteland en Kreta), Cyprus, Turkije, Europees Rusland, Kazachstan en Iran.